# تپه قلعه بش قارداش ۲
تپه قلعه بش قارداش ۲ مربوط به دوران‌های تاریخی پس از اسلام است و در شهرستان قزوین، بخش طارم سفلی، روستای قارخون واقع شده و این اثر در تاریخ ۱۰ مهر ۱۳۸۰ با شمارهٔ ثبت ۳۹۰۹ به‌عنوان یکی از آثار ملی ایران به ثبت رسیده است.